# یومونگ
یومونگ (به لهستانی:  Jełmuń) یک روستا در لهستان است که در گمینا سورکویته واقع شده‌است. یومونگ ۵۰ نفر جمعیت دارد.